# 大井町 (東京府)
大井町（おおいまち）は東京府荏原郡にかつて存在した町である。東京都品川区の南部に位置する。

## 沿革

### 関東大震災
1923年（大正12年）9月1日、関東大震災が発生した。町内では火災がなかったため、死者は東京市内に比べて少なかったが、家屋は38戸が全壊、115戸が半壊した。また、朝鮮人に関するデマが流布され、9月2日の夕方には、町内において、大和煮の缶詰とビールを持った朝鮮人が、爆弾を持っていると勘違いされ、重傷を負う事件が発生した。
東京市では約6割が家を失ったこともあり、当町を含む東京市に近い地域では人口が急増した。震災復旧や、人口の急増による学校をはじめとした施設整備に伴い、町の財政は増え、町民の税負担も増加していった。人口増加と財政状況などから、東京市への編入が必要になり、1932年（昭和7年）10月1日に東京市品川区となった。

### 年表
- 明治2年（1869年） - 大井村が品川県に所属する[7]。
- 明治4年12月5日（1872年1月14日）- 大井村が品川県から東京府へ移管される[8]。
- 1889年（明治22年）5月1日 - 町村制の施行に伴い、大井村が単独村制。
- 1908年（明治41年）8月1日 - 大井村が町制施行して大井町となる[9]。
- 1932年（昭和7年）
  - 5月14日 - 東京市合併の際の区割りについて、品川町・大井町・入新井町で合併し1つの区としたいと府知事へ請願書を提出する[10]。（不採用となる。）
  - 10月1日 - 荏原郡全域が東京市に編入、大井町の区域は品川区となる[6]。
- 1947年（昭和22年）3月15日 - 品川区が荏原区と合併し、改めて品川区を設置。

## 人口
鉄道の発達や関東大震災に伴う市部からの移住により、明治後期から人口が急増した。
| 年                   | 戸数     | 人口     | 出典     | 備考                 |
| -------------------- | -------- | -------- | -------- | -------------------- |
| 1761年（宝暦11年）   | 549戸    | 2,307人  | [ 12 ]   |                      |
| 1804年（享和04年）   | 555戸    | 2,519人  | [ 12 ]   |                      |
| 1830年代（天保年間） | 547戸    | 2,441人  | [ 13 ]   |                      |
| 1864年（元治元年）   | 754戸    | 3,872人  | [ 12 ]   |                      |
| 1872年（明治05年）   | 863戸    | 4,187人  | [ 12 ]   |                      |
| 1876年（明治09年）   | 961戸    | 4,264人  | [ 12 ]   |                      |
| 1884年（明治17年）   | 971戸    | 4,850人  | [ 12 ]   |                      |
| 1887年（明治20年）   | 951戸    | 4,776人  | [ 12 ]   | うち本籍人口4,542人  |
| 1893年（明治26年）   | 1,700戸  | 5,250人  | [ 12 ]   |                      |
| 1896年（明治29年）   |          | 5,602人  | [ 12 ]   |                      |
| 1902年（明治35年）   | 1,556戸  | 8,644人  | [ 12 ]   |                      |
| 1906年（明治39年）   | 2,581戸  | 10,619人 | [ 12 ]   |                      |
| 1910年（明治43年）   | 4,293戸  | 17,038人 | [ 12 ]   |                      |
| 1914年（大正03年）   | 4,875戸  | 21,445人 | [ 12 ]   |                      |
| 1918年（大正07年）   | 6,935戸  | 29,925人 | [ 12 ]   |                      |
| 1920年（大正09年）   | 8,251戸  | 36,669人 | 国勢調査 | [ 注 1 ]             |
| 1925年（大正14年）   | 13,240戸 | 58,619人 | [ 16 ]   | 人口は国勢調査による |
| 1930年（昭和05年）   | 14,955戸 | 70,080人 | 国勢調査 |                      |

## 地域
小字の一覧を記す。単独村政のため、大字は設置されていない。特記なき場合、本章では下記を出典としている。
- 現在の町域：[18][19]
- 地名の由来：[20][21]
- 東京市編入時の町名：[22]

### 御林町（おはやしまち）
現在の町域：東大井1丁目（西部および埋立地を除く）・2丁目4・5・8・9番
江戸時代から鮫洲とも呼ばれており、東京市編入時に大井鮫洲町となった。

### 立会原
現在の町域：東大井5丁目・6丁目5番の一部
東京市編入時に大井立会町となった。
地名の由来には複数の説がある。
- 大永4年（1524年）の合戦から「太刀合」と呼ばれ、のちに転じて立会となった説。
- 野菜の市場が立っていたことから立会となった説。

### 林附（はやしづき）
現在の町域：東大井1丁目西部・4丁目
御林町に隣接していることから名付けられた。東京市編入時に大井林町となった。

### 元芝
現在の町域：東大井2丁目1番から3番・10番から12番・3丁目1番から16番
東京市編入時に大井元芝町となった。

### 関ヶ原
現在の町域：東大井3丁目20・21番のそれぞれ西部・5丁目21番・6丁目、南大井5丁目1・2番のそれぞれ一部
東京市編入時に大井関ヶ原町となった。

### 北浜川
現在の町域：東大井2丁目13番から28番・3丁目17番から29番（20・21番のそれぞれ西部を除く）
地名の由来は、「浜辺に注ぐ川」の意味で浜川となった。1876年（明治9年）の地租改正のとき、浜川のうち立会川左岸を北浜川、立会川右岸を南浜川としたが、寛政年間にはすでに北浜川・南浜川と呼ばれていた。東京市編入時に大井北浜川町となった。

### 南浜川
現在の町域：南大井1丁目・4丁目北東部
東京市編入時に大井南浜川町となった。

### 海辺（かいへん）
現在の町域：南大井2丁目11番・12番・3丁目15番から35番
東京市編入時に大井海岸町となった。

### 一本松
現在の町域：南大井3丁目3番から6番のそれぞれ南部・7番から14番の全域・6丁目（1番の一部と2番の全域を除く）
昔は鈴ヶ森刑場の近くに一本の松が立っていたが、延宝8年8月6日（1680年8月29日）の暴風で倒れた。東京市編入時に大井鈴ヶ森町となった。

### 水神下
現在の町域：南大井2丁目1・2・4・5番・3丁目北部・5丁目南部・6丁目1番の一部・2番の全域
東京市編入時に、大井鈴ヶ森町と大井水神町に分けられた。

### 寺ノ下
現在の町域：南大井4丁目北西部・5丁目北部（1番の一部を除く）
大田区南馬込の萬福寺が承応2年（1653年）まで大井6丁目付近にあり、その下にあったことから名付けられた。東京市編入時に大井寺下町となった。

### 坂下
現在の町域：南大井6丁目南部、大田区大森北1丁目北部の一部
現在の大森駅西口前にある八景坂の下にあることから名付けられた。東京市編入時に大井坂下町となった。

### 倉田
現在の町域：大井4丁目（29番の南部を除く）
郷蔵のある田地であることから名付けられた説が有力である。東京市編入時に大井倉田町となった。

### 鹿島谷
現在の町域：大井4丁目29番南部・6丁目・7丁目27・29・30番
鹿島神社があることから名付けられた。東京市編入時に大井鹿島町となった。

### 権現台
現在の町域：大井1丁目1番から19番、広町2丁目の南部
広町2丁目に大井蔵王権現神社があったことから名付けられた。東京市編入時に大井権現町となった。

### 鎧ヶ淵
現在の町域：大井1丁目20番から55番
天文7年（1538年）の上杉氏と北条氏の合戦で、鎧武者が多く亡くなったことから名付けられた。東京市編入時に大井鎧町となった。

### 山中
現在の町域：大井3丁目
東京市編入時に大井山中町となった。

### 滝王子
現在の町域：大井5丁目
滝王子稲荷があることから名付けられた説が有力であるが、瀧氏（たきうじ）という人が住んでいたことから滝王子稲荷の名前が付いた説もある。東京市編入時に大井滝王子町となった。

### 庚塚
現在の町域：大井7丁目（1・27・29・30番を除く）
庚塚稲荷があることから名付けられた。東京市編入時に大井庚塚町となった。

### 森下
現在の町域：大井2丁目（二葉1丁目との境界付近の一部を除く）、二葉1丁目のうち大井2丁目との境界付近の一部
1876年（明治9年）の地租改正のとき、「森」という地域を森下・森前に分割したが、弘化2年（1845年）にはすでに森下と呼ばれていた。東京市編入時に大井森下町となった。

### 森前
現在の町域：西大井1丁目・6丁目7番から9番のそれぞれ一部
東京市編入時に大井森前町となったが、1936年6月15日に品鶴線以西が大井伊藤町に編入された。

### 原
現在の町域：西大井2丁目（1・6・9番のそれぞれ一部を除く）・5丁目12番
東京市編入時に大井原町となったが、1936年6月15日に品鶴線以西が大井伊藤町に編入された。

### 出石（いずるいし）
現在の町域：大井7丁目1番、西大井3丁目
元禄年間の検知水帳には、出石耕地と記載されている。『大井町誌』では「かなり古い歴史を有する地と思ふ」と記しているが、地名の由来となったものは寛政年間にはすでに失われており、どのようにして名付けられたかは不詳である。東京市編入時に大井出石町となった。

### 金子
現在の町域：西大井4丁目・5丁目17番から21番の一部
金子左近という富豪が住んでいたため名付けられた。東京市編入時に大井金子町となった。

### 谷垂（たにだれ）
現在の町域：西大井6丁目（1番の全域・二葉4丁目との境界付近の一部・7番から9番のそれぞれ一部を除く）、二葉4丁目のうち西大井6丁目との境界付近の一部
東京市編入時に大井伊藤町となった。

### 篠谷（しのやつ）
現在の町域：西大井2丁目6・9番のそれぞれ一部と7・8番の全域・5丁目（12番の全域と17番から21番のそれぞれ一部を除く）
篠竹が多く生えていたことから名付けられた。大井町であった当時は富士山が見え、現在は品川区立冨士見台中学校がある。東京市編入時に大井伊藤町となった。

## 行政

### 歴代町村長
| 代 | 氏名       | 就任年月                   | 退任年月                  | 備考                                         |
| -- | ---------- | -------------------------- | ------------------------- | -------------------------------------------- |
| 1  | 田中肇     | 1885年（明治18年）12月25日 | 1916年（大正5年）1月28日  | 就任時点は戸長 在任中に町制施行 在任中に死去 |
| 2  | 櫻井翁太郎 | 1916年（大正5年）2月29日   | 1922年（大正11年）2月16日 |                                              |
| 3  | 名和長憲   | 1922年（大正11年）3月3日   | 1932年（昭和7年）3月29日  |                                              |
| 4  | 西村菊次郎 | 1932年（昭和7年）4月28日   | 1932年（昭和7年）9月      | 大井町廃止                                   |

### 財政
関東大震災が発生した1923年（大正12年）から町債の発行が増加している。
| 年度               | 発行町村債    | 備考                          |
| ------------------ | ------------- | ----------------------------- |
| 1899年（明治32年） | 1,100円92銭   |                               |
| 1909年（明治42年） | 17,500円00銭  |                               |
| 1910年（明治43年） | 8,195円03銭   |                               |
| 1923年（大正12年） | 82,600円00銭  | うち8万円は避難児童の仮校舎費 |
| 1925年（大正14年） | 165,000円00銭 |                               |
| 1926年（昭和元年） | 30,300円00銭  |                               |
| 1927年（昭和02年） | 133,300円00銭 | うち75,000円は小学校建設費    |
| 1928年（昭和03年） | 100,700円00銭 |                               |
| 1930年（昭和05年） | 41,600円00銭  |                               |
| 1931年（昭和06年） | 107,43円00銭  |                               |

## 施設

### 行政施設
- 町役場（関ヶ原） - 東京市に編入後、品川区大井第一出張所が入居
- 大井警察署（滝王子） - 1928年9月1日、品川警察署から分離開設

### 学校
出典：
- 山中尋常小学校 - 現品川区立山中小学校
- 鈴ヶ森尋常小学校 - 1946年廃校
- 原尋常小学校 - 現品川区立伊藤学園
- 大井尋常高等小学校 - 現品川区立大井第一小学校
- 鮫浜尋常高等小学校 - 現品川区立鮫浜小学校
- 立会尋常高等小学校 - 現品川区立立会小学校

### 医療機関
- 賛育会大井診療所（原）→賛育会大井病院（森前） - 1927年（昭和2年）5月開設[32]。

## 産業
以下に1920年（大正9年）の職業別人口と、1929年（昭和4年）の職業別戸数を記す。なお、両表で職業分類が異なる。
| 農業  | 水産  | 鉱業 | 工業    | 商業    | 交通業 | 公務・自由業 | その他 |
| ----- | ----- | ---- | ------- | ------- | ------ | ------------ | ------ |
| 374人 | 285人 | 88人 | 8,779人 | 2,690人 | 762人  | 1,039人      | 967人  |

| 農業 | 工業    | 商業    | 庶業    | 無業 |
| ---- | ------- | ------- | ------- | ---- |
| 9戸  | 4,832戸 | 5,702戸 | 4,202戸 | 85戸 |

### 農業
- 大井節成キュウリ[35]
- 大井（マスクメロン）[36]
- 白茎丸葉山東菜（ツケナ）[35]
- 大井ニンジン[35]

### 漁業
字御林町（鮫洲）では昭和30年代まで漁業が行われていた。
下表の海苔業者は、問屋を含まない。
| 年                 | 海苔業者 | 漁業者 | 出典   |
| ------------------ | -------- | ------ | ------ |
| 1881年（明治14年） | 185人    |        | [ 38 ] |
| 1890年（明治23年） | 170人    | 378人  | [ 39 ] |
| 1891年（明治24年） | 220人    | 355人  | [ 40 ] |
| 1892年（明治25年） | 345人    | 373人  | [ 41 ] |

### 工業
- 品川県営のビール工場 - 明治2年（1869年）浜川（現東大井3丁目）で製造が始まったが、明治4年10月（1891年）にはすでに機械のほとんどが大破していた[42][43]。

- 鉄道省大井工場（現JR東日本東京総合車両センター）[44]
- 日本光学工業大井工場（現ニコン本社）[45]
- 三菱航空機大井工場[45]

## 交通

### 鉄道
- 鉄道省（現在のJR東日本）
  - 東海道本線（東北・京浜線）：大井町駅
- 目黒蒲田電鉄（現在の東京急行電鉄）
  - 大井町線：大井町駅
- 京浜電気鉄道（現京浜急行電鉄）
  - 本線：鮫洲駅 - 浜川駅 - 立会川駅 - 鈴ケ森駅[46]
  - 大森海岸駅は現在品川区南大井に位置するが[47]、大井町が存在した当時は入新井町に属していた[48][49]。

東京市に編入する1932年以前は、品鶴線（横須賀線、湘南新宿ライン）の西大井駅、東京臨海高速鉄道りんかい線の大井町駅は存在しなかった。

### バス
- 城南乗合自動車（現:東急バス）
  - 馬込町 - 谷垂 - 森前 - 立会川 - 大井町駅前：立会川 - 大井町駅前間は1931年延長[50]。

### 道路
平安時代までにはすでに品川道が作られ、東京湾と武蔵国の国府である府中を結ぶ街道になっていた。
- 1号国道（京浜国道） - 現在の国道15号

## 名所・旧跡
町域内の名所・旧跡の一覧である。
- 鹿嶋神社（鹿嶋谷） - 村社
- 水神社（水神下）
- 大森貝塚（鹿嶋谷） - 1877年発見（現在の大井六丁目）[52]
- 大井山弘福寺 - 現在の光福寺（鹿嶋谷）
- 来福寺（元芝） - 延命桜で知られた[53]
- 西光寺[53]（倉田）
- 来迎院[53]
- 養玉院如来寺（篠谷）
- 天祖諏訪神社（北浜川・南浜川）
- 鮫洲八幡神社（御林町）
- 鮫洲川崎屋（御林町） - 料亭[53]
- 鈴ヶ森刑場跡（一本松）

## 出身・ゆかりのある人物
- 伊藤博文 - 山中（現大井3丁目）に別邸を建て、谷垂（現西大井6丁目）に葬られた[25]。
- 名川侃市（弁護士、衆議院議員、大井町会議員） - 広島県人で、大井鹿島町に現在の品川区大井六丁目に
- 和合英太郎（大日本製氷社長） - 広島県人で、大井鎧町に居住していた。
- 児島惟謙（大審院長、貴族院議員、衆議院議員） - 現在の大井6丁目に居住していた[54]。
- 押川方義（東北学院創立者、衆議院議員） - 最晩年を大井町の別宅で過ごした[55]。